# Stainach
Stainach este o comună (târg) cu ca.  2.200 de locuitori situată în landul Steiermark din Austria. Localitatea este nod de cale ferată (Stainach-Irdning).